# Fleming
Fleming er et nedslagskrater på Månen. Det befinder sig på den sydlige halvkugle på Månens bagside og er opkaldt efter den britiske læge og nobelprismodtager Alexander Fleming (1881 – 1955) og den skotsk-fødte, amerikanske astronom Williamina Fleming (1857 – 1911).
Navnet blev officielt tildelt af den Internationale Astronomiske Union (IAU) i 1970. 

## Omgivelser
Flemingkrateret ligger omkring en kraterdiameter øst-nordøst for Hertzkrateret, og nordvest for Lobachevskiykrateret.

## Karakteristika
Kraterets lave rand er stærkt eroderet, og der ligger mange mindre kratere over den. Mest bemærkelsesværdigt blandt disse er "Fleming N" langs den sydlige rand, mens et andet og kun lidt mindre krater skærer gennem den østlige rand. Kraterbunden er også arret af et antal mindre nedslag og nogle få rande af spøgelseskratere.

## Satellitkratere
De kratere, som kaldes satellitter, er små kratere beliggende i eller nær hovedkrateret. Deres dannelse er sædvanligvis sket uafhængigt af dette, men de får samme navn som hovedkrateret med tilføjelse af et stort bogstav. På kort over Månen er det en konvention at identificere dem ved at placere dette bogstav på den side af satellitkraterets midte, som ligger nærmest hovedkrateret. Flemingkrateret har følgende satellitkratere:
| Fleming | Længde  | Bredde   | Diameter |
| ------- | ------- | -------- | -------- |
| D       | 17,0° N | 114,0° Ø | 25 km    |
| N       | 12,7° N | 108,8° Ø | 24 km    |
| W       | 18,0° N | 106,2° Ø | 50 km    |
| Y       | 18,2° N | 108,2° Ø | 30 km    |

## Måneatlas
- Billeder af Flemingkrateret i LPI-måneatlasset